# Gossamer Albatross

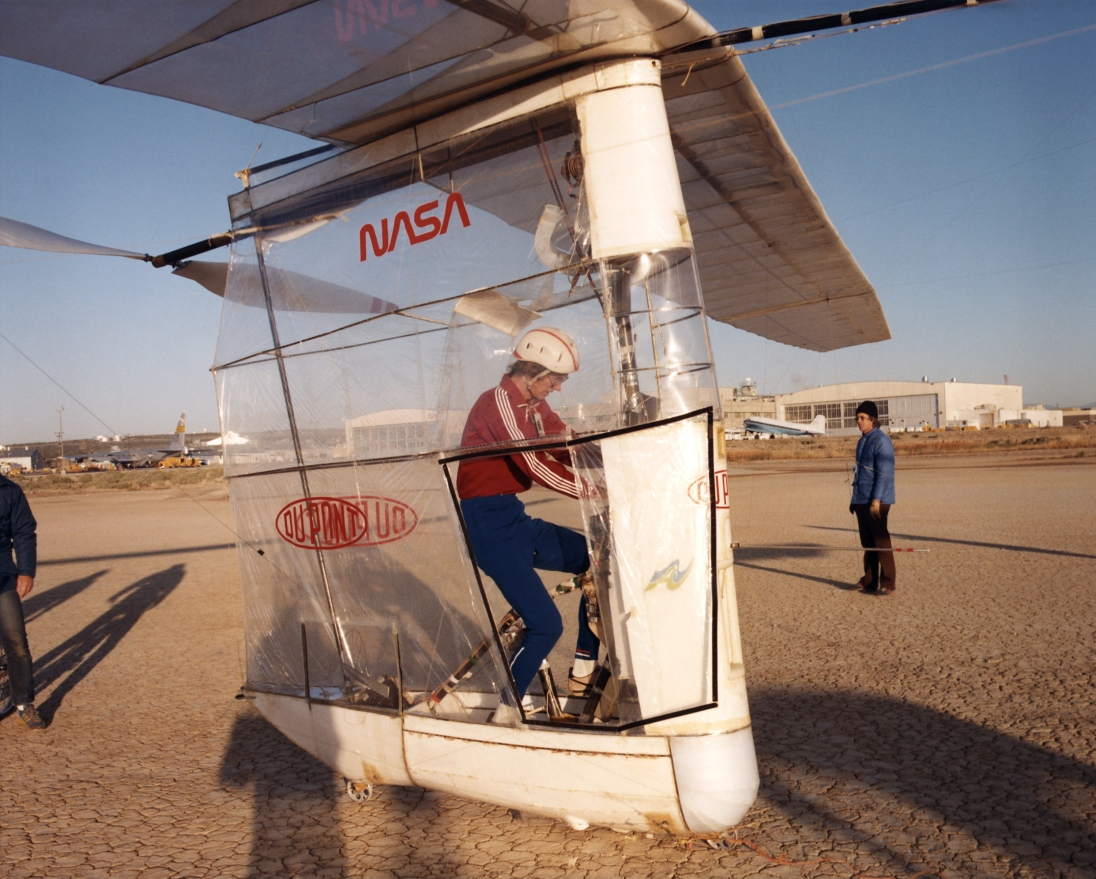
Bryan Allen v kabině Gossamer Albatrossu

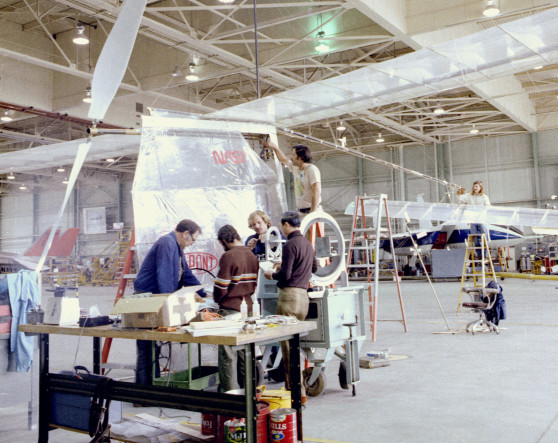
Výroba Gossamer Albatrossu

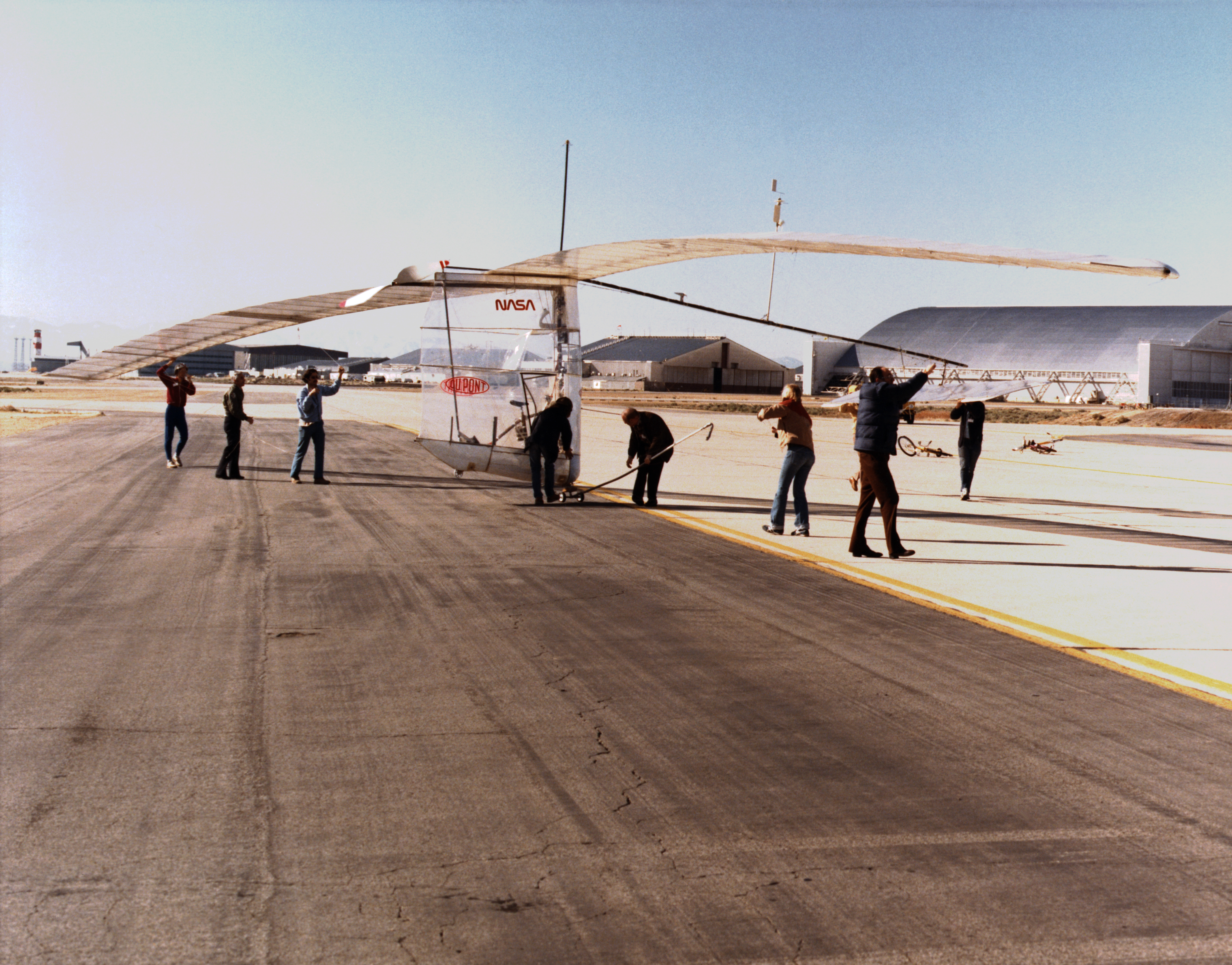
Gossamer Albatross

Gossamer Albatross byl druhým letadlem poháněným pouze lidskou silou, jehož konstruktérem byl Paul B. MacCready a prvním takovým letadlem, které přeletělo kanál La Manche. Nyní je součástí sbírky National Air and Space Museum (Národní letecké a kosmické muzeum) při The Smithsonian Institution a je vystaveno v Steven F. Udvar-Hazy Center v blízkosti Dullesova letiště ve Washington, D.C., USA. Gossamer Albatross II, který byl vyroben jako záložní, je vystaven v Museum of Flight (Muzeum letectví) v Seattlu, USA.

## Historie
Když v roce 1959 vypsal britský průmyslník Henry Kremer ocenění (a odměnu 50 000 £) pro konstruktéra letadla poháněného pouze lidskou silou, které bude schopno odstartovat, ve výšce minimálně 10 stop (3 metry) obletět trasu ve tvaru osmičky okolo dvou pylonů umístěných 0,5 míle (cca 800 metrů) od sebe, a opět přistát, dlouho nebyl nikdo schopen toto letadlo sestrojit. Teprve 23. srpna 1977 absolvoval na letišti Sahfter v Kalifornii určenou trasu pilot Bryan Allen s letadlem nazvaným Gossamer Condor. Tento stroj postavil tým společnosti AeroVironment Inc. okolo Paula B. MacCreadyho a Dr. Petera B.S. Lissamana. Henry Kremer následně vypsal novou cenu (odměna 100 000 £) a pro její získání nyní bylo potřeba přeletět kanál La Manche z Anglie do Francie. Podmínky splnil jako první opět tým Paula B. MacCreadyho, když kanál La Manche úspěšně přeletěl Bryan Allen dne 12. června 1979.

## Stavba letadla
Paul B. MacCready při vývoji Gossamer Albatrossu vycházel z již osvědčeného letadla Gossamer Condor. Místo duralu ovšem použil kompozit z uhlíkových vláken (bylo to první použití kevlaru u letadel poháněných lidskou silou, umožněno to bylo i díky podpoře společností Du Pont). Žebra křídla byla opět z pěnového polystyrenu, také byla použita potahová fólie mylar. Gossamer Albatross byl opět tzv. kachní koncepce, kdy řídící plochy jsou před kabinou pilota a vrtule je naopak vzadu a není tažná, ale tlačná. Byla změněna poloha pilota a zlepšeny aerodynamické vlastnosti. Další změny oproti Gossamer Condoru jsou zřejmé z níže uvedených technických dat.
I přes výše uvedené změny ovšem nejlepší testovací let trval pouhých 18 minut a nedařilo se jej překonat. Problém byl vyřešen použitím efektivnější vrtule (získané od týmu MIT Chrysalis) a v dubnu 1979 již byl v Mohavské poušti vykonán 20,9 km dlouhý let trvající 69 minut a pilot při něm nebyl vyčerpán natolik, aby nemohl pokračovat dále.

## Získání ceny
Získání první Kremerovy ceny se povedlo až na čtvrtý pokus a při prvním byl Gossamer Condor dokonce poškozen natolik, že další pokusy musely být odloženy o několik dní. Proto byl Gossamer Albatross pro přelet připraven ve dvou exemplářích. Oba stroje byly dopraveny do Anglie na palubě vojenského dopravního letadla Lockheed C-130 Hercules, patřícího Královskému letectvu (Royal Air Force). Pro pokus byl zvolen den 12. června 1979 a pilotem byl opět amatérský cyklista a pilot závěsných kluzáků Bryan Allen. Ten odstartoval nejprve směrem do vnitrozemí (nemohl startovat po větru), poté otočil o 180° a vydal se směrem k francouzským břehům, doprovázen několika čluny, které mu pomáhaly na volném moři v navigaci a které jej měly v případě potřeby zachránit z vody. Během cesty musel pilot bojovat s protivětrem a vysokou teplotou v uzavřené kabině (Allen během letu "shodil" 4 kg potu a tuku), cestu mu navíc zkřížil tanker, který musel přeletět a vzdušné proudy okolo lodi málem způsobily pád Gossamer Albatrossu do vody. Trať 35,8 km (některé zdroje uvádějí 42,5 km) nakonec zvládl ve výšce 1,5 metru nad hladinou za 2 hodiny a 49 minut. Během letu dosáhl maximální rychlosti 28,96 km/h.
Gossamer Albatross byl při přistání lehce poškozen, byl opraven a vystavován v různých muzeích USA, několik let byl zavěšen v centrálním atriu London Science Museum (Londýnské muzeum vědy), a nyní je vystaven v Steven F. Udvar-Hazy Center v blízkosti Dullesova mezinárodního letiště ve Washington, D.C.
Záložní Gossamer Albatross II byl testován NASA a nyní je vystaven v Museum of Flight (Muzeum letectví) v Seattlu.

## Technické údaje (porovnání s Gossamer Condor)
- Rozpětí: 29,77 m (Gossamer Condor 29,25 m)
- Plocha křídla: 45,34 m² (GC 70,6 m²)
- Plocha řídícího křídla: ? (GC 8,64 m²)
- Délka: 10,36 m (GC 9,14 m)
- Výška: 4,88 m (GC 5,49 m)
- Průměru vrtule: 3,60 m (GC 3,60 m)
- Hmotnost (prázdná): 31,75 kg (GC 31,75 kg)
- Hmotnost (maximální): 97,52 kg (GC 94 kg)
- Profil křídla: Lissaman776